# Afonso Furtado de Mendoça
Afonso Furtado de Mendoça ou Afonso Furtado de Mendonça (c. 1412 - c. 1475) foi um fidalgo português, membro do Conselho do rei Afonso V e anadel-mor de besteiros em sucessão a seu pai.

## Biografia
Era filho de Afonso Furtado, Anadel-mor de Besteiros do conto, e de sua segunda mulher, D. Maria de Mendoça (ou Mendonça).
Segundo o Tomo V da Monarquia Lusitana, de Frei Francisco Brandão, "foi o primeiro [Furtado] que em escritura pública vi com o apellido Mendoça".
Sucedeu a seu pai no cargo de Anadel-mor de besteiros no ano de 1433; e a partir de janeiro de 1444 receberia uma tença anual de 2.571 reais brancos, pelo exercício do seu ofício.
Foi membro do Conselho do rei D. Afonso V, assim aparecendo nomeado em diploma régio de 19 de março de 1462.
A 17 de setembro de 1467, recebeu do mesmo rei uma tença anual de 20 mil reais, para ser paga a partir do início do ano seguinte. E, em 4 de setembro de 1472, D. Afonso V doou-lhe mais uma tença anual, desta vez de 10 mil reais, para produzir efeito a partir do início do ano seguinte.
Já era falecido em setembro de 1475, pois nessa data seu filho Duarte Furtado de Mendoça é mencionado em documento régio como exercendo o cargo de Anadel-Mor.

## Descendência
Casou 1.ª vez, cerca de 1436, com Constança Nogueira, filha de Afonso Anes Nogueira, alcaide-mor de Lisboa, senhor do Morgado de São Lourenço, etc. e de Joana Vaz de Almada. Desse casamento nasceram os seguintes filhos:
- Nuno Furtado, ou Nuno Furtado de Mendonça (c. 1437 - 1476), Aposentador-mor de D. Afonso V (é o pai de Ana de Mendonça, que teve de D. João II um filho bastardo, D. Jorge de Lancastre);
- Duarte Furtado de Mendonça (c. 1438 - 1494), anadel-mor de besteiros do conto, em sucessão a seu pai, senhor de Vilalva e comendador do Torrão, na Ordem de Santiago;
- Violante Nogueira (c. 1440 - 1508), donzela da infanta D. Catarina de Portugal (1436–1463) e depois comendadeira do mosteiro de Santos, de 16 de março de 1486 até seu falecimento em 1508.

Casou 2.ª vez, cerca de 1445, com Beatriz de Vilarragut, dama da Infanta Isabel de Urgel (mulher de D. Pedro, duque de Coimbra). Tiveram a geração seguinte:
- Maria de Mendonça (nascida cerca de 1446), que foi a 1.ª mulher de João de Brito Nogueira (c. 1448 - ?), da casa dos Morgados de São Lourenço em Lisboa[5] e de Santo Estevão em Beja. (João de Brito casaria 2.ª vez, depois de enviuvar, com D. Brites de Lima, da casa dos senhores de Regalados);
- Diogo de Mendonça (c. 1447 - 1516), alcaide-mor de Mourão em 1476 e também anadel-mor de besteiros em sucessão a seu irmão Duarte (é o pai de Francisco de Mendonça - 1.º marido de Leonor de Almeida, filha do vice-rei D. Francisco de Almeida - e de Joana de Mendonça, duquesa de Bragança, pelo seu casamento);
- João de Mendonça, 'o Cação', alcaide-mor de Chaves.

Teve também a seguinte geração ilegítima:
- Catarina de Mendonça, não referida nos nobiliários, nascida cerca de 1430, sendo Afonso Furtado ainda solteiro. Casou cerca de 1446 com Bartolomeu Perestrelo, 'o Velho' (Lisboa, 1396 - Porto Santo, 1457);
- Fernão Furtado de Mendonça, filho bastardo não referido nos nobiliários, nascido c. 1438, viveu na ilha Graciosa, tendo casado a 1.ª vez, c. 1462, com Catarina Guevara e a 2.ª vez, c. 1490, com Guiomar de Freitas, com geração de ambos os casamentos;
- D. Maria de Mendonça, nascida cerca de 1469, filha natural documentada com este nome e com tratamento de Dona, que casou c. 1488 com Pedro Vaz Guedes (c. 1460 - 1542), 4.º Senhor de Murça por carta régia de 7 de março de 1502.